# Михаило Марјановић
Михаило Марјановић (Трновче, 9. октобар 1871 — Београд, 6. јануар 1925) био је правник, политичар и председник Београдске општине.

## Биографија
Рођен је у месту Трновче код Велике Плане. Завршио је права.
По завршеном школовању, као правник своју каријеру је започео и завршио у Београдској општини, најпре као писар. Од 1889. је заузимао положаје секретара, кмета правника, потпредседника и председника општине.
Радио је као адвокат (правозаступник) од 1907. године, а затим као наченик III класе Београдског окружног начества (1908−1910).
Године 1912. Београдска општина га је изабрала за посланика у Народној скупштини, али је дао оставку на ту функцију на почетку Првог балканског рата, да био био учесник у њему.
На јануарским изборима 1914, као члан Радикалне странке изабран је за члана Управе, а потом и потпредседника Београдске општине. Био је учесник Првог светског рата.
По завршетку рата био је вршилац дужности председника Београдске општине, до новембра 1919. На његову иницијативу је формирана Комисија за процену ратне штете у Београду, а фебрурара 1919. је усвојен и први општински буџет.
Након тога је 1920. Београд га је бирао за свог посланика у Уставотворној скупштини.
Након победе Радикала на општинским изборима августа 1923. је изабран за председника Београдске општине.
Преминуо је од можданог удара, напрасно, на седници месног одбора Радикалне странке, 6. јануара 1925, након саопштења вести о хапшењу Стјепана Радића. На истој седници, видевши да му је позлило, онесвестио се и Никола Пашић.
Свечано је сахрањен наредног дана у Аркадама на Новом гробљу у Београду.

## Одликовања
Одликован је Карађорђевом звездом с мачевима, Официрским крстом, Златном медаљом за храброст, Легијом части и Ратним крстом.

## Галерија
- Породична гробница Михаила Марјановића у Аркадама на Новом гробљу у Београду